# Чарухчев, Леон Степанович
Леон Степанович Чарухчев (1870—неизвестно) — русский военный деятель, полковник (1916). Герой Первой мировой войны.

## Биография
Происходил из мещан Тифлисской губернии. В 1898 году после получения военного образования в Тифлисском пехотном юнкерском училище в 1898 г.был произведён в подпоручики и выпущен в 4-й Западно-Сибирский  линейный батальон. В 1903 году произведён в поручики с назначением помощником старшего адъютанта штаба Семиреченской области. С 1905 года — адъютант штаба Кушкинской крепости и строевой обер-офицер 3-го Закаспийского стрелкового батальона. В 1906 году произведён в штабс-капитаны. С 1909 года строевой обер-офицер 2-го Закаспийского стрелкового батальона, с 1910 года — 17-го Туркестанского стрелкового полка.
В 1914 году произведён в капитаны. С 1914 года участник Первой мировой войны в качестве командира роты в составе 17-го Туркестанского стрелкового полка. В 1915 году произведён в подполковники с назначением командиром батальона того же полка. Высочайшим приказом от 12 июля 1916 года на основании Георгиевского статута был произведён в полковники. В период войны был ранен.

Высочайшим приказом от 26 июня 1916 года за храбрость награждён Георгиевским оружием: 
За то, что 7 декабря 1915 года в бою на отроге Тевра-Даг в чине капитана, командую 3-й ротой полка, сознавая важность командующих турецких позиций шагах в 600 впереди, воспользовался успехом части своей роты и по личной инициативе двинул вперёд постепенно всю роту, стремительным натиском сбил турок на их правом фланге и укрепился, причём был ранен; перевязав рану, снова возвратился к роте, вновь повёл её, гоняя турок перед собою и, подвергаясь губительному огню спереди и слева, идя впереди роты, снова был тяжело ранен

Высочайшим приказом от 15 октября 1916 года  за храбрость был награждён орденом Святого Георгия 4-й степени: 
За то, что будучи в чине капитана 16 декабря 1914 года атаковал и сбил противника с позиции у Яйла-Бардус. Подойдя к окопам неприятеля и предводительствую тремя ротами, штыковым ударом выбил противника из окопов и, несмотря на полученную рану, остался в строю и участвовал доблестно во всех прочих боях, особенно при селении Чатах, где так же, находясь во главе двух рот, штыками выбил противника из занятого им селения

## Награды
- Орден Святого Станислава 3-й степени (ВП 17.05.1904)
- Орден Святой Анны 3-й степени (ВП 10.02.1912)
- Орден Святого Станислава 2-й степени с мечами (ВП 22.04.1915)
- Орден Святого Владимира 4-й степени с мечами и бантом (ВП 13.06.1915)
- Орден Святой Анны 2-й степени с мечами (ВП 01.02.1916)
- Георгиевское оружие (ВП 26.06.1916)
- Орден Святого Георгия 4-й степени (ВП 15.10.1916)